# گومریشته
گومریشته (به صربی: Gumerište) یک منطقهٔ مسکونی در صربستان است که در ناحیه پچینیا واقع شده‌است. گومریشته ۲۶ نفر جمعیت دارد.